# Louiselle (1968)
Louiselle è il primo album discografico dell'omonima cantante; venne pubblicato in Italia nel 1968.

## Descrizione
L'album contiene 10 brani composti da Carlo Rossi, Aldo Tamborrelli e Gianni Dell'Orso (uno dei quali opera anche di Audrey Nohra Stainton) e uno di Stefano Torossi e Federesco. Il brano "Ancora no" venne impiegato nel film L'età del malessere diretto da Giuliano Biagetti e venne pubblicato anche come singolo lo stesso anno insieme al brano "Il vizio".

## Tracce

### Prima versione
1. Nel cuore mio (Aldo Tamborrelli, Carlo Rossi, Gianni Dell'Orso)
2. Se potessi ritornare (Aldo Tamborrelli, Carlo Rossi, Gianni Dell'Orso)
3. Il vizio (Aldo Tamborrelli, Carlo Rossi, Gianni Dell'Orso)
4. Da un minuto (Aldo Tamborrelli, Carlo Rossi, Gianni Dell'Orso)
5. Perdonami (Aldo Tamborrelli, Carlo Rossi, Audrey Nohra Stainton, Gianni Dell'Orso)
6. La scogliera (Aldo Tamborrelli, Carlo Rossi, Gianni Dell'Orso)
7. La formica (Aldo Tamborrelli, Carlo Rossi, Gianni Dell'Orso)
8. Il mio paese (Aldo Tamborrelli, Carlo Rossi, Gianni Dell'Orso)
9. Uoh! Mamma (Aldo Tamborrelli, Carlo Rossi, Gianni Dell'Orso)
10. Ancora no (Stefano Toross, Enrico De Melis)

### Seconda versione
1. Nel cuore mio (Aldo Tamborrelli, Carlo Rossi, Gianni Dell'Orso)
2. Se potessi ritornare (Aldo Tamborrelli, Carlo Rossi, Gianni Dell'Orso)
3. Il vizio (Aldo Tamborrelli, Carlo Rossi, Gianni Dell'Orso)
4. Da un minuto (Aldo Tamborrelli, Carlo Rossi, Gianni Dell'Orso)
5. La casa in riva al fiume (Aldo Tamborrelli, Carlo Rossi)
6. Perdonami (Aldo Tamborrelli, Carlo Rossi, Audrey Nohra Stainton, Gianni Dell'Orso)
7. La scogliera (Aldo Tamborrelli, Carlo Rossi, Gianni Dell'Orso)
8. La formica (Aldo Tamborrelli, Carlo Rossi, Gianni Dell'Orso)
9. La fine del mondo (Aldo Tamborrelli, Carlo Rossi, Gianni Dell'Orso)
10. Il mio paese (Aldo Tamborrelli, Carlo Rossi, Gianni Dell'Orso)
11. Uoh! Mamma (Aldo Tamborrelli, Carlo Rossi, Gianni Dell'Orso)
12. Ancora no (Stefano Toross, Enrico De Melis)